# Клизач
Клизач је врста једрилице која у основи служи да би ученик стекао прве појмове о управљању једрилицом и осећај положаја у простору. На њима се изводила почетна обука пилота једриличара у периоду између два светска рата. Полетање се вршило или помоћу аутовитла или - што је био чешћи случај - са врха брега или неке падине помоћу гумених трака које би једна група питомаца затегла док би друга држала клизач у месту, а потом би га на знак стартера ослободили и клизач би полетео - као да је избачен из праћке! Лет је обично кратко трајао - свега пар минута, а онда би ученици клизач на рукама изнели на стартну позицију.

## Клизачи који су коришћени у Српском и Југословенском ваздухопловству
- Цеглинг
- Цеглинг Z 31
- Цеглинг Z 35
- Врабац
- Шева
- Скакавац
- Grunau 9
- Саламандра
- Врана бис
- Hol`s der Taufel

## Извор
- Садржај овог чланка је једним делом или у целости преузет са Музеја ваздухопловства Београд. Носилац ауторских права над материјалом је дао дозволу да се исти објави под слободном лиценцом. Доказ о томе се налази на  систему, а број тикета са конкретном дозволом је 2009082810052656.